# C.F. Wegener
Caspar Frederik Wegener (13. december 1802 i Gudbjerg Præstegård – 9. maj 1893 på Vesterbro) var dansk historiker, kongelig historiograf, gehejmearkivar og professor.

## Opvækst og ungdom
Wegener blev født i Gudbjerg præstegård på Fyn, som søn af sognepræst Hans Christian Wegener. Wegener blev sat i Nyborg skole, senere i Roskilde katedralskole,
hvorfra han 1821 gik videre til Københavns Universitet. Han måtte brødføde sig ved undervisning, men fik herved tillige erfaring og uddannelse som lærer, hvorfor han efter anbefaling af professor Laurids Engelstoft, i hvis hus han kom, allerede 1826 udnævntes til adjunkt ved Sorø Akademi. Af pligtfølelse over for sin far tog Wegener dog 1828 teologisk embedseksamen. For skolen fik Wegener megen betydning. Hans undervisning var klar, varm og vækkende. Eleverne følte, at den skrappe og strikse lærer i virkeligheden besad velvilje og godmodighed og dernæst evne til at forstå de unges natur. Wegener blev tillige akademiets inspektør, og som dets bibliotekar holdt han bogsamlingen i fortrinlig stand. Han fik 1830 titel af overlærer og udnævntes 1837 til lektor i historie, geografi og statistik ved akademiet.

## Forskning og udgivelser
Al sin fritid anvendte Wegener på studier. Når han styrkede sit legeme ved idræt, var det for desto ivrigere at kunne fordybe sig i bøgerne, hvad der var hans lyst og glæde, for i selskabslivet eller på rejser færdedes han dengang lige så lidt som senere. Efter tidligere at have spredt sine studier over forskellige fag, indså han, at hans egentlige gerning lå i historien. Sin store lærdom og sin evne til at benytte kilderne viste han i sin doktordisputats De aula Attalica, litterarum artiumque fautrice (1836). Men Wegener gav sig aldrig senere i lag med emner af så fjerntliggende natur, hvor godt han end vedblev at følge med på den klassiske filologis og historiens forskellige områder, således som hans egen stadig voksende bogsamling udviste.
I akademiprogrammet for 1839 skrev han Om Carl danske, Greve af Flandern og lagde her sin evne til kritisk at trænge til bunds i kildematerialet for dagen, ligesom også til at skyde den tyngende lærdom sådan i baggrunden, at læserne kunne nyde skildringen uden at forstyrres af lærdomsmængden. Det samme gælder afhandlingen Om Anders Sørensen Vedel (1846, 2. oplag 1847), der ligefrem bugner af oplysninger, hentede fra bøger og arkiver, hvilke sidste det nu viste sig, at Wegener kendte meget nøje. Både i biografisk, litterær- og kulturhistorisk henseende var det et betydeligt og indholdsrigt værk, og dertil behageligt at læse, uagtet noterne i omfang mangfoldig overgik teksten. For – som Wegener en gang har udtalt i et brev – "det er netop Kunsten at skjule Studiet selv og kun i Anvendelsen at lade det komme til Syne". De to skrifter viste Wegeners trang til at fremdrage minder om mænd, som folket kunne være stolt af, og den samme trang ånder ud af hans Liden Krønnike om Kong Frederik og den danske Bonde. Til Menigmands Nytte og Fornøjelse udgiven af det kongelige danske Landhusholdningsselskab (1843). Allerede titelens arkaiserende tone viser bogens stil. Mange bønder fandt den tiltalende; de mere oplyste mindede den for stærkt om tilbagelagte patriarkalske tider. Bogen syntes også for ensidig at fremdrage de store og gode handlinger, men afgjort er, at den fik overordentlig betydning under bondebevægelsen i 1840'erne og kampen for omordningen af fæsteforholdene.

## Tiden som gehejmearkivar
Kong Christian 8. sendte Wegner ridderkorset med en personlig skrivelse, han blev 1847 udnævnt til kongelig historiograf, og kongen udså ham til at overtage stillingen som gehejmearkivar, når denne blev ledig. Dette indtraf ved Finn Magnusens død juleaften 1847. Få uger senere døde ganske vist kongen, men Frederik 7. udnævnte i marts 1848 Wegener til gehejmearkivar. Samme år fik han titel af professor.
Der var naturligvis i oprørsåret i høj grad brug for en mand med Wegeners nationale følelse og brændende trang til med sine kundskaber og sin skarpe dømmekraft at forsvare det danske rige og folkets nationalitet. Allerede ved en indgående og kyndig anmeldelse i 1841 af F.C. Dahlmann: Geschichte von Dännemark 1-3 (1840) havde han påtalt overgreb fra tysk side, det slesvigske spørgsmål havde længe grebet ham, og han havde tidlig taget ordet for, at embedssproget måtte blive dansk i de egne af Slesvig, hvor befolkningen var dansktalende. I de af Københavns Universitet udgivne Antislesvig-holstenske Fragmenter skrev han nu Om den evige Forbindelse mellem Slesvig og Danmark i statsretlig Henseende (hæfte 10, 1848), og næste år, da ved besættelsen af Als en stor del af hertugens papirer var faldet i den danske regerings hånd, Om Hertugen af Augustenborgs Forhold til det holstenske Oprør. En aktmæssig Fremstilling, med Bilag af de augustenborgske Papirer (hæfte 11, 1849). Hertil kom Om Landshøjheden over det gamle Rensborg paa Ejderøen (hæfte 12, 1849) og Aktmæssige Bidrag til Danmarks Historie i det nittende Aarhundrede (hæfte 15 og 16, 1851). I alle disse i formel henseende velskrevne bøger viste Wegener megen grundighed og skarpsindighed. De udkom i flere oplag og oversattes på flere sprog. Senere undersøgelser af alle de slesvigske hovedspørgsmaal har rettet stærke angreb mod disse skrifter, idet man har fundet hans kampmåde alt for advokatorisk og heller ikke åben nok. Indvendingerne har ofte været berettigede, men man skal dog huske på, at Wegener måtte belyse denne sag i mange henseender for første gang for offentligheden, efter at den tidligere regering ulykkeligvis havde holdt alle historiske oplysninger tilbage, og at han stod midt i kampens hede, blussende af harme.
Uagtet sin indsigelse var Wegener blevet kongevalgt medlem af Den grundlovgivende Rigsforsamling. Ved den endelige afstemning over Grundloven holdt Wegener sin stemme tilbage og var blandt dem, der nedlagde indsigelse mod den på grund af farerne ved dens vide valgret. Men tidens røre skulle bringe den lærde forsker, der helst sad i sit studerekammer, endnu mere frem for offentligheden. Han havde for regeringen lagt alle de aktstykker til rette, der i Danmark og i udlandet kunne tjene som grundlag ved forhandlingerne om arvefølgens ordning. Han havde tillige sammen med professor Johannes Ephraim Larsen i skrivelser til regeringen argumenteret for, hvor nødvendigt det var at holde fast ved tronfølgereglerne efter Kongeloven. Da nu ministeriets chef Christian Albrecht Bluhme i sit budskab til Rigsdagen 4. oktober 1852 opgav tanken om at beholde Kongelovens arvefølge, kunne Wegener ikke tie. Efter at regeringen ikke havde lyttet til hans tidligere indlæg, mente han intet at ville opnå ved en henvendelse til den, hvorfor han lod trykke og omdele til Rigsdagens medlemmer: Forsvar for Danmarks Kongers og Kongehuses, navnlig Prins Christians og Gemalindes fulde Arveret efter Lex Regia (1852). Det var dyb angst, der drev Wegener til dette skridt. Han så muligheder for et nyt Slesvig-Holsten og for andre opdelinger af riget, såfremt prins Christians mandslinje skulle uddø. Wegener vidste desuden, at han i denne sag havde kongen som meningsfælle og ligeledes den mand, hvem han tilegnede skriftet, gehejmeråd Poul Christian Stemann.
Ministeriet lod straks Wegener tiltale ved generalfiskalen (den øverste statsanklager). Efter at Rigsdagens flertal nærmest havde sluttet sig til den wegenerske opfattelse, blev Folketinget opløst, og da det nye Folketing var lige ubøjeligt, blev hele Rigsdagen opløst, indtil regeringen omsider sejrede. Imidlertid var Wegener blevet frifundet både af kriminalretten og Højesteret. Den sidste pålagde ham dog sagens omkostninger ved begge instanser. Regeringen ønskede alligevel Wegener straffet, men måtte nøjes med at give ham en af Anders Sandøe Ørsted paraferet tilkendegivelse af kongens mishag. Wegener modtog dog fra kongen en egenhændig billet med dennes billede og de to verslinjer: il faut écrire ce qu'on peut, quand on ne peut écrire ce qu'on veut.
Da studenterne ville bringe Wegener en hyldest, forbød politiet det, og universitets konsistorium måtte tildele hovedmændene en irettesættelse. Studenterne besang dette i en berømt vise om Konferensraad Wegener, den brave, Historiograf og Gehejmearkivar. Wegener havde i øvrigt selv frabedt sig enhver hyldest.
Efter den tid blev Wegener ikke draget ind i det offentlige liv, og kun hans høje stilling og stadig gode forhold til kongerne lod ham være nærstående tilskuer ved tildragelserne ved hoffet
og landets vigtige Begivenheder. Wegener havde altid vist stor kongetroskab. Han havde skrevet indbydelserne til sørgefesterne ved Sorø Akademi over Frederik 6. og over Christian 8. med oversigter over disse kongers regering (1840 og 1848), han fulgte med Frederik 7. på dennes rejser i landet, og han skrev efter hans ønske afhandlingen Om Udgravningen af Asserbos og Søborgs Ruiner under Hans Maj. Kongens Ledelse og Historiske Efterretninger om Abrahamstrup Gaard i den ældre og nyere Tid, hvilket er et for landbovæsenets historie indholdsrigt skrift. Ligeledes skrev han ved kongens død Mindeskrift over Kong Frederik VII (1866). Også hos kong Christian 9. og dennes familie stod Wegener i stor gunst. Sin stilling som kongelig historiograf bevarede han lige til sin død.
Med Wegeners overtagelse af Gehejmearkivet åbnede sig en ny tid for det. Det lagdes ind under Kultusministeriet, og dettes chef Ditlev Gothardt Monrad lagde planer for dets omordning. Lokalerne blev i den følgende tid forbedrede, og de udvidedes betydelig, hvad der ogsaa blev nødvendigt, efterhånden som mange særlige arkiver eller store dele af disse forenedes med Gehejmearkivet. Adgangen til at benytte arkivet blev gjort lettere, dog holdt Wegener stadig på, at der skulle søges om særlig tilladelse hertil. Wegener og hans personale viste stor parathed til at hjælpe andre under deres undersøgelser og i at besvare forespørgsler fra udlandet. Endvidere blev der årlig udgivet Aarsberetninger fra det kongelige Gehejmearkiv I-VII (1852-1883), hvori mange vigtige rækker af aktstykker blev trykte. Hvor stor fortjenester end Wegener havde haft af styrelsen i den første tid, skred reformerne senere ikke videre, selvom tidsånden dog stadig krævede en større centralisering i arkivernes ordning, en friere adgang til benyttelsen af arkivsager og affattelsen og udgivelsen af vejledende registraturer. Der var derfor, da Wegener efter at være fyldt 80 efter ansøgning afskedigedes fra 31. december 1882), meget at udrette for hans eftermand, Adolf Ditlev Jørgensen.

## De sidste leveår
Wegener levede endnu i 10 år. Han holdt sig åndsfrisk til det sidste, men sås nu sjældent udendøre. I baghuset til Vesterbrogade 60 havde han for det honorar, han modtog som en af eksekutorerne i Frederik 7.s bo, i 1867 bygget sig en biblioteksbygning. Den indeholdt nu den største private bogsamling i Danmark, og bøgerne var udsøgte eksemplarer og smukt indbundne. Efter hans død affattedes efter hans bestemmelse et katalog, Bibliotheca Wegeneriana, i fire dele og indeholdende 22.000 numre (1897). Staten købte bogsamlingen, og den blev en af grundstammerne for Statsbiblioteket i Århus. Bygningen på Vesterbrogade (Wegeners Gård) blev fredet i 1981.
Wegener var 1839 blevet medlem af Det kongelige danske Selskab for Fædrelandets Historie, hvis forstander han var fra 1851 til 1866. 1843 blev han medlem af Videnskabernes Selskab, af hvis regestakommission han var medlem. I 1852 blev han kongelig ordenshistoriograf. Han blev titulær professor 1848, etatsråd 1849, konferensråd 1852 og gehejmekonferensråd 1882 ved sin pensionering. Han blev Ridder af Dannebrog 1843, Kommandør 1850, Dannebrogsmand 1851 og fik Storkorset 1862, ligesom han modtog flere udenlandske ordener.
I sin forfattervirksomhed var Wegener aldrig åndløs, hans stil udmærker sig ved klarhed og varme, også ved friskhed; han fremsatte ikke i sine arbejder store syner eller vide overblik, ikke heller har han gjort overraskende fund hverken i sin forskning eller ved undersøgelse af sit arkivs indhold. Wegener følte sig ikke nok som selve Klios tjener, han var især grebet af pligtfølelse mod sit land og sin konge, det var dem, han ville tjene alle sine dage, og han opfyldte de krav, de stillede til ham; men kaldte de ikke på ham, da blev han helst uforstyrret i sit enebo nærmest boghylderne. Embedsgerningen besørgede han i øvrigt med en regelmæssighed som et urværk. Han var i sin forskning en forsigtig mand. Hypoteser lå uden for hans område, han ville kun give det pålidelige og sikre. En medfødt hurtighed og klarhed i opfattelse gjorde ham i stand til straks at kunne nedskrive sine tanker og meddelelser uden kladde og uden rettelser med den sirligste håndskrift. Wegener havde karakteristiske træk. Bag de store buskede bryn sås øjne med gennemtrængende blik, om den hvælvede pande rejste sig en tætstående hårvækst; der var over dette ansigt noget iagttagende og spændt opmærksomt, intet som helst drømmende, og kun sjældent var blikket mildt, selv om han viste oprigtig venlighed i ord og gerning. Iagttagelsen var i øvrigt en af Wegeners mest fremtrædende evner. Han kunne kappes med den bedste interviewer fra nutiden i at gengive alt, hvad der var blevet sagt til ham eller han havde iagttaget, på hvilket han har givet mærkelige eksempler, og han hørte gerne nyt fra den ydre verden, hvor han ikke færdedes. Han har også netop på det biografiske område sine største fortjenester, dertil hører foruden de allerede nævnte arbejder hans Biografiske antegnelser om Laurids Engelstoft (1852) og meddelelserne om Erich Christian Werlauff i forordet til dennes bog Om Danebrog og Danebrogsordenen som Wegener udgav efter hans død (1872). Ligeså findes der af Wegener i manuskript omfattende biografier af P.C. Stemann og dennes fader, Christian Ludvig Stemann. Desuden er der et stort antal dagbogsoptegnelser, som siden er blevet udgivet.
Wegener er malet af Constantin Hansen 1851 (Frederiksborgmuseet), af samme (privateje) og af Johannes Jensen 1862 (Jægerspris Slot). Portrætteret på Constantin Hansens maleri 1860—64 af Den grundlovgivende Rigsforsamling 1848 (Frederiksborgmuseet). Blyantstegning af J. Kayser 1852 (sammesteds) og af Carl Bayer (sammesteds). Litografi af I.W. Tegner efter maleri af Frederik Vermehren 1850. Træsnit af Franz Wilhelm Obermann 1862 og af H.P. Hansen 1866